# Antigone
Antigone — третій студійний альбом німецького метал-гурту Heaven Shall Burn. Заголовок походить від жіночого персонажу трагедії Софокла «Антігона». Введення і ще дві інструментальні пісні компонував і записав ісландський композитор Олафур Арнальдс. Відео було зроблене для пісні «The Weapon They Fear»; пісня зазначена Віктору Харі. Tree Of Freedom має справу з життям Нельсона Мандели. Voice of the Voiceless посилається на сильну веганську позицію групи. Темами Bleeding to Death є економічні і соціальні проблеми в східній Німеччині, звідки група є родом.

## Список композицій
1. Echoes (Intro) — 1:29
2. The Weapon They Fear — 4:38
3. The Only Truth — 4:29
4. Architects of the Apocalypse — 4:01
5. Voice of the Voiceless — 4:53
6. Numbing the Pain — 5:36
7. To Harvest the Storm — 4:45
8. Risandi Von (Outro) — 1:31
9. Bleeding to Death — 4:14
10. Tree of Freedom — 4:49
11. The Dream is Dead — 4:41
12. Deyjandi Von (Outro) — 3:38

Бонусні пісні на лімітованих та японських версіях 
1. Dislocation — 3:34 (кавер групи Disembodied)
2. Not My God — 3:56 (кавер групи Hate Squad)

Додатковий бонус-трек на корейській версії
1. Straßenkampf — 2:03 (кавер Die Skeptiker)